# 当布兰 (杜省)
当布兰（法語：Dambelin，法語發音：[dɑ̃blɛ̃]）是法国杜省的一个市镇，属于蒙贝利亚尔区。

## 地理
当布兰（47°22'30"N, 6°40'33"E）面积12.43 平方千米，位于法国勃艮第-弗朗什-孔泰大區杜省，该省份为法国东部内陆省份，北起上索恩省，西接汝拉省，东部及东南部与瑞士接壤，东北部与贝尔福地区省接壤。
与当布兰接壤的市镇（或旧市镇、城区）包括：古莱当布兰、雷蒙当-韦夫尔、索勒蒙、瓦洛讷、维莱贝尔瓦、耶蒙当。

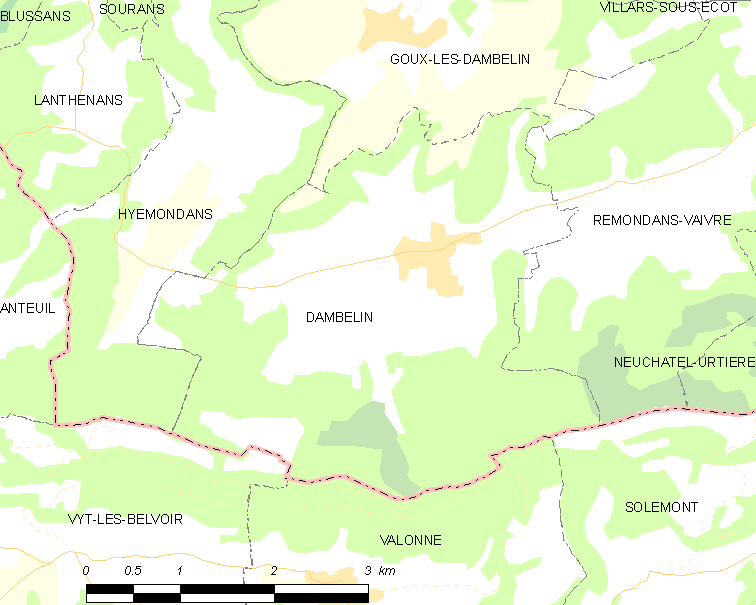
的OSM定位图

当布兰的时区为UTC+01:00、UTC+02:00（夏令时）。

## 行政
当布兰的邮政编码为25150，INSEE市镇编码为25187。

## 政治
当布兰所属的省级选区为瓦朗蒂涅县。

## 人口

1962-2008年间人口变化图示

当布兰于2022年1月1日时的人口数量为506人。